# Jan Långben slutar röka
Jan Långben slutar röka (engelska: No Smoking) är en amerikansk animerad kortfilm med Långben från 1951.

## Handling
Filmen börjar med att Christofer Columbus kommer till den nya världen och tar emot en cigarr av en indian, och hans fartyg tar senare med sig tobak till den gamla världen. Sedan får man se kort hur mycket folk röker genom historien och hur mycket reklam det görs för rökning. Sen får man se Långben, som här spelar rollen som en inbiten storrökare. Han röker cigaretter, cigarrer och pipor. Han lämnar märken och fimpar överallt. Han röker på kvällen, han röker när han lägger sig i sängen, han röker när han vaknar på morgonen, han röker vid frukostbordet, han röker på väg till jobbet och han röker inne på kontoret.
Men hans ögon blir irriterade, det kittlar i halsen, han hostar och han får så svårt att andas att han inte kan blåsa ut sina tändstickor. Så han slänger alla sina rökverk och bestämmer sig för att sluta röka. Det fungerar bra i början, och han känner att han kan göra det. Men det går inte så bra som han tänkt. Han drabbas av abstinensbesvär, och alla andra man får se på kontoret röker fortfarande. Så bara några minuter efter att han slutat röka ger han upp och beger sig ut för att få tag på något att röka. Det som följer är dråpliga situationer där han jämt hittar något att röka, bara för att misslyckas med att röka det på ett eller annat sätt.

## Om filmen
I filmen röker Långben ett cigarettmärke vid namn Phyllis Morrison, som är en parodi på det verkliga cigarettmärke Philip Morris.
Filmen hade svensk premiär den 26 oktober 1953 på biografen Spegeln i Stockholm.

## Rollista
- Pinto Colvig – Långben[4]